# Mistero in galleria
Mistero in galleria (Night Gallery) è una serie televisiva statunitense di genere fantastico e horror, trasmessa per 3 stagioni dalla NBC, dal 1970 al 1973 e ideata da Rod Serling.
La serie ha avuto una serie di vicissitudini fin dai suoi inizi, quando venne proposta all'interno del programma contenitore Four-in-One, e introdotta dall'omonimo pilot l'8 novembre 1969 in formato film Tv (importante perché segna l'esordio di Steven Spielberg allora ventunenne, nella regia del segment "Eyes" dell'episodio pilota; il regista firmerà anche il 4º episodio della serie del 1971).
Ma fu soprattutto dopo la chiusura (1973), che la serie (originariamente composta da 28 episodi di un'ora e 15 da mezzora) venne smantellata e resa irriconoscibile: tra le varie modifiche, tagli e aggiunte, venne unita a un'altra serie, Sesto senso (1972), a sua volta modificata per esigenze di produzione.
In Italia il canale Rai 1 trasmise la serie dal 22 febbraio fino all'11 marzo del 1988  
, limitandosi ai 15 episodi della stagione 3, ossia quelli che erano rimasti invariati rispetto ai tagli successivi alla chiusura.

## Genesi della serie
Dopo la chiusura di Ai confini della realtà, Serling aveva cercato dei finanziatori per una trasposizione cinematografica di un film ad episodi tratto da The Twilight Zone ma, prima la CBS e poi altri network, avevano bloccato il progetto sul nascere.
Le tre sceneggiature di quelli che avrebbero dovuto essere i 3 episodi del film vennero adattati e pubblicati come racconti nel 1967: si tratta di Eyes, The Escape Route e Color Scheme.
Fortemente convinto a riprendere a scrivere in una serie antologica per la Tv, Serling scrive quindi una nuova sceneggiatura (Cemetery), la allega al libro che raccoglie i 3 racconti e la propone a diverse case di produzione, rispolverando la sua idea di anni prima di una serie di genere horror ambientata nel museo delle cere, cambiandone appena l'ambientazione, che diviene quella di una galleria di arte. Nasce così l'idea di Mistero in galleria, dove, alla sua consueta presentazione iniziale, fa da sfondo un quadro raffigurante una scena della storia che verrà narrata.
Una volta convinto William Sackheim, produttore della Universal, Serling sottoscrive il contratto (febbraio '69) e prepara il lancio dell'episodio pilota, Night Gallery, che contiene i tre episodi The Cemetery (con Roddy McDowall, Ossie Davis e George Macready), Eyes (con Joan Crawford, Barry Sullivan e Tom Bosley, per la regia di Steven Spielberg) e The Escape Route (con Richard Kiley e Sam Jaffe).

## Episodi
| Stagione         | Episodi | Prima TV originale | Prima TV Italia |
| ---------------- | ------- | ------------------ | --------------- |
| Prima stagione   | 6       | 1970-1971          |                 |
| Seconda stagione | 22      | 1971-1972          |                 |
| Terza stagione   | 15      | 1972-1973          | 1988            |

La serie si differenzia da Ai confini della realtà per il contenuto incentrato più sul macabro e il comico invece del fantascientifico.
Le prime due stagioni presentano un formato da cinquanta minuti a segmenti dove un solo episodio è composto da 2,3 a volte 4 storie; la terza stagione è composta da episodi da venticinque minuti con una sola storia.
Tra i classici della serie ricordiamo They're Tearing Down Tim Riley's Bar e The Caterpillar scritti da Serling rispettivamente per la 1ª e la  2ª stagione e The Ring with the Red Velvet Ropes per la 3ª stagione, con Gary Lockwood come protagonista.
Durante la 2ª stagione furono prodotte da Jack Laird una serie di vignette comiche di durata variabile, come ad esempio A Matter of Semantics, allo scopo d'allungare gli episodi ai 50 minuti richiesti. Rod Serling fu contrario alla presenza di queste vignette.
Diversi episodi sono basati o ispirati dai racconti di Howard Phillips Lovecraft, tra cui Cool Air (Aria fredda) e 	Pickman's Model (Il modello di Pickman).
Tre storie furono aggiunte durante la messa in onda nelle varie emittenti locali: Satisfaction Guaranteed (aggiunto alla seconda stagione), Die Now - Pay Later e Room for One Less (entrambi prodotti durante la seconda stagione, ma aggiunti alla terza stagione).

## Dopo la chiusura
La Universal Pictures, nel tentativo di venderla ad emittenti locali che richiedevano un alto numero di episodi e una durata standard, vi aggiunse gli episodi di un'altra serie televisiva, Sesto senso (1972), i cui episodi vennero a loro volta ridotti da un'ora a mezzora e venduti in un unico "pacchetto" con Night Gallery.
Inoltre, vennero girati alcuni spezzoni nuovi di raccordo, reintrodotte scene tagliate e perfino "aggiunti frammenti a caso presi dal catalogo di film horror e di fantascienza della Universal. La major non ebbe pietà neanche di Sesto senso: nella versione di mezzora, gli episodi sono totalmente incoerenti e spesso privi dell'attore protagonista (...)".

## Guest-star
Durante le 3 stagioni dello show si sono alternate moltissime star: oltre ai protagonisti del pilot citati sopra, apparvero nei vari episodi Dana Andrews, John Astin, Bill Bixby, Pat Boone, David Carradine, Sandra Dee, Howard Duff, Sally Field, Steve Forrest, Zsa Zsa Gábor, Larry Hagman, Mark Hamill, Diane Keaton, Sondra Locke, Patrick Macnee, E.G. Marshall, Burgess Meredith, Ray Milland, Cameron Mitchell, Leslie Nielsen, Leonard Nimoy, Vincent Price, Edward G. Robinson, Cesar Romero, Mickey Rooney, Henry Silva, Lindsay Wagner, David Wayne, Adam West e William Windom.

## Regie e altre partecipazioni
Steven Spielberg, oltre al secondo episodio del pilot, firma anche la regia del quarto episodio della stagione 1, Make Me Laugh. Orson Welles è il narratore nell'episodio Silent Snow, Secret Snow (st. 2, ep. 5b).

## Citazioni e riferimenti
Matt Groening ha reso omaggio alla serie nel suo cartone animato di grande successo, I Simpson:
- in La paura fa novanta IV, un Bart Simpson in giacca e cravatta presenta tre storie rappresentate da tre quadri, in una parodia animata del set di Mistero in galleria.